# Arcidiocesi di Bloemfontein
L'arcidiocesi di Bloemfontein (in latino Archidioecesis Bloemfonteinensis) è una sede metropolitana della Chiesa cattolica in Sudafrica. Nel 2022 contava 71.335 battezzati su 719.690 abitanti. È retta dall'arcivescovo Zolile Peter Mpambani, S.C.I.

## Territorio
L'arcidiocesi si trova nella provincia sudafricana di Free State, e comprende le seguenti località: Bloemfontein, Boshof, Botshabelo, Brandfort, Bultfontein, Dealesville, Dewetsdorp, Edenburg, Excelsior, Fauresmith, Hertzogville, Hobhouse, Jacobsdal, Koffiefontein, Luckhoff, Marseilles, Petrusburg, Phillipolis, Redderburg, Smithfield, Thaba Nchu, Trompsburg, Tweespruit, Verkeerdevlei, Wepener, Zastron, e parte di Ladybrand e Hoopstad.
Sede arcivescovile è la città di Bloemfontein, dove si trova la cattedrale del Sacro Cuore di Gesù.
Il territorio si estende su 64.393 km² ed è suddiviso in 32 parrocchie.

### Provincia ecclesiastica
La provincia ecclesiastica di Bloemfontein, istituita nel 1951, comprende le seguenti suffraganee:
- diocesi di Bethlehem,
- diocesi di Keimoes-Upington,
- diocesi di Kimberley,
- diocesi di Kroonstad.

## Storia
L'arcidiocesi è stata eretta l'11 gennaio 1951 con la bolla Suprema Nobis di papa Pio XII, ricavandone il territorio dai vicariati apostolici di Aliwal (oggi diocesi) e di Kimberley nell'Africa meridionale (oggi diocesi di Kimberley).
Il 5 giugno 2007 la diocesi di Gaborone è divenuta suffraganea dell'arcidiocesi di Pretoria, lasciando la provincia ecclesiastica di Bloemfontein.

## Cronotassi dei vescovi
Si omettono i periodi di sede vacante non superiori ai 2 anni o non storicamente accertati.
- Herman Joseph Meysing, O.M.I. † (11 gennaio 1951 - 25 giugno 1954 dimesso[2])
- William Patrick Whelan, O.M.I. † (18 luglio 1954 - 10 gennaio 1966 deceduto)
- Joseph Patrick Fitzgerald, O.M.I. † (6 agosto 1966 - 24 gennaio 1976 nominato arcivescovo di Johannesburg)
  - Sede vacante (1976-1978)
- Peter Fanyana John Butelezi, O.M.I. † (27 aprile 1978 - 10 giugno 1997 deceduto)
- Buti Joseph Tlhagale, O.M.I. (2 gennaio 1999 - 8 aprile 2003 nominato arcivescovo di Johannesburg)
  - Sede vacante (2003-2005)
- Jabulani Adatus Nxumalo, O.M.I. (10 ottobre 2005 - 1º aprile 2020 ritirato)
- Zolile Peter Mpambani, S.C.I., dal 1º aprile 2020

## Statistiche
L'arcidiocesi nel 2022 su una popolazione di 719.690 persone contava 71.335 battezzati, corrispondenti al 9,9% del totale.
| anno | popolazione | popolazione | popolazione | presbiteri | presbiteri | presbiteri | presbiteri                | diaconi | religiosi | religiosi | parrocchie |
| anno | battezzati  | totale      | %           | numero     | secolari   | regolari   | battezzati per presbitero | diaconi | uomini    | donne     | parrocchie |
| ---- | ----------- | ----------- | ----------- | ---------- | ---------- | ---------- | ------------------------- | ------- | --------- | --------- | ---------- |
| 1959 | 29.922      | 361.583     | 8,3         | 20         |            | 20         | 1.496                     |         | 7         | 67        | 13         |
| 1970 | 45.107      | 400.000     | 11,3        | 24         |            | 24         | 1.879                     |         | 43        | 74        | 2          |
| 1980 | 56.000      | 684.000     | 8,2         | 22         | 1          | 21         | 2.545                     |         | 36        | 68        | 18         |
| 1990 | 98.537      | 986.351     | 10,0        | 22         | 4          | 18         | 4.478                     |         | 29        | 65        | 23         |
| 1997 | 104.171     | 1.003.191   | 10,4        | 28         | 5          | 23         | 3.720                     | 1       | 30        | 79        | 40         |
| 2000 | 100.918     | 1.071.537   | 9,4         | 23         | 6          | 17         | 4.387                     |         | 24        | 54        | 30         |
| 2001 | 103.138     | 1.095.111   | 9,4         | 24         | 6          | 18         | 4.297                     |         | 25        | 60        | 30         |
| 2002 | 106.142     | ?           | ?           | 25         | 6          | 19         | 4.245                     |         | 26        | 59        | 30         |
| 2003 | 112.706     | ?           | ?           | 28         | 8          | 20         | 4.025                     |         | 27        | 60        | 26         |
| 2004 | 113.833     | ?           | ?           | 32         | 11         | 21         | 3.557                     |         | 28        | 63        | 28         |
| 2006 | 116.700     | 1.425.000   | 8,2         | 28         | 11         | 17         | 4.167                     | 1       | 20        | 62        | 29         |
| 2012 | 103.600     | 1.464.000   | 7,1         | 29         | 16         | 13         | 3.572                     |         | 15        | 63        | 49         |
| 2015 | 120.000     | 761.000     | 15,8        | 27         | 15         | 12         | 4.444                     |         | 12        | 60        | 48         |
| 2018 | 125.560     | 796.275     | 15,8        | 30         | 17         | 13         | 4.185                     |         | 13        | 55        | 49         |
| 2020 | 69.380      | 699.950     | 9,9         | 24         | 18         | 6          | 2.890                     |         | 6         | 58        | 34         |
| 2022 | 71.335      | 719.690     | 9,9         | 24         | 19         | 5          | 2.972                     |         | 5         | 61        | 32         |